# FC Ballkani
O Football Club Ballkani (albanês: Klubi Futbollistik Ballkani), comumente conhecido como Ballkani, é um clube de futebol profissional com sede em Suharekë, Kosovo. O clube joga na Superliga de Futebol do Kosovo, que é a primeira divisão do futebol no país.
Em 25 de agosto de 2022, após uma vitória sobre FK Shkupi da Macedônia do Norte, o Ballkani fez história ao se classificar para a fase de grupos da Liga da Conferência Europa; tornando-se a primeira equipa do Kosovo a chegar à fase de grupos de uma competição de clubes da UEFA.

## História
O clube foi fundado em 1947 com o nome de Rinia por alguns atletas cujo objetivo era participar das diversas competições e torneios que se organizavam à época. Em 1952, o clube foi registrado e passou a disputar campeonatos oficiais. Em 1965, mudou o nome de KF Rinia para KF Ballkani depois que a Indústria Química e de Borracha Suva Reka Chemical assumiu o controle do clube.
O clube escalou progressivamente o sistema da liga iugoslava, alcançando a Liga Provincial do Kosovo na temporada 1973-1974. Acabou rebaixado, mas voltou em 1977 e permaneceu na liga até a década de 1990. O Ballkani foi um dos primeiros clubes do Kosovo a deixar o sistema de liga administrado pela Associação de Futebol da Iugoslávia e a jogar a Primeira Liga paralela do Kosovo, não reconhecida oficialmente até 2000.
No campeonato organizado pela Federação Kosovar de Futebol, o Ballkani fez sua primeira partida contra o Liria, em Studençan. Muitos jogadores proeminentes de Suva Reka começaram suas carreiras nas categorias de base do Ballkani, como Ali Elshani, Arsim Llapatinca, Avni Bytyçi, Bekim Suka, Dervish Shala, Esheref Berisha, Fillim Guraziu, Gafurr Kabashi, Hajrush Berisha, Hevzi Shalaj, Isuf Asllanaj, Isuf Kolgeci, Lulzim Kolgeci, Musli Bylykbashi, Naser Berisha, Nexhat Elshani, Osman Ramadani, Rexhep Kuçi, Salih Hoxha, Urim Bylykbashi, Visar Berisha e muitos outros que deram uma valiosa contribuição para a afirmação do futebol e de outros valores humanos. Alguns deles ainda dão sua contribuição nos campos de futebol como dirigentes e em vários postos desportivos.

## Estádio
O clube manda seus jogos em casa no Stadiumi i Qytetit të Suharekës (em português: Estádio da Cidade de Suva Reka), um estádio multiuso em Suva Reka, Kosovo. O estádio tem capacidade para 1.500 pessoas sentadas. No entanto, para sua primeira campanha europeia, os jogos em casa foram disputados em Pristina, no Estádio Nacional, uma vez que o estádio de Suva Reka não cumpria os requisitos da UEFA.

## Conquistas

### Domésticas
- Superliga e Kosovës
  - Campeão (2): 2021–2022, 2022/2023

- Superkupa e Kosovës
  - Campeão (1): Supercopa kosovar de 2023

## Ballkani em competições europeias

### Jogos
| Temporada | Competição                      | Fase           | Oponente                 | Casa | Fora     | Agg.         |
| --------- | ------------------------------- | -------------- | ------------------------ | ---- | -------- | ------------ |
| 2022–23   | Liga dos Campeões da UEFA       | 1Q             | Žalgiris                 | 1–1  | 0–1 a.p. | 1–2          |
| 2022–23   | Liga Conferência Europa da UEFA | 2Q             | La Fiorita               | 6–0  | 4–0      | 10–0         |
| 2022–23   | Liga Conferência Europa da UEFA | 3Q             | Klaksvíkar Ítróttarfelag | 3–2  | 1–2 a.p. | 4–4 (4–3 p.) |
| 2022–23   | Liga Conferência Europa da UEFA | PO             | Shkupi                   | 1–0  | 2–1      | 3–1          |
| 2022–23   | Liga Conferência Europa da UEFA | Fase de Grupos | Slavia Praga             | 0–1  | 2–3      | 4º           |
| 2022–23   | Liga Conferência Europa da UEFA | Fase de Grupos | CFR Cluj                 | 1–1  | 0–1      | 4º           |
| 2022–23   | Liga Conferência Europa da UEFA | Fase de Grupos | Sivasspor                | 1–2  | 4–3      | 4º           |